# Lopúchov
Lopúchov – wieś (obec) na Słowacji położona w kraju preszowskim, w powiecie Bardejów. Pierwsze wzmianki o miejscowości pochodzą z roku 1345.
Pod koniec XIX wieku było 253 mieszkańców.
Według danych z dnia 31 grudnia 2016, wieś zamieszkiwało 329 osób, w tym 164 kobiety i 165 mężczyzn.